# Sielsowiet Rzeczyca (rejon kamieniecki)
Sielsowiet Rzeczyca (s. rzeczycki, biał. Рэчыцкі сельсавет, ros. Речицкий сельсовет) – sielsowiet na Białorusi, w obwodzie brzeskim, we wschodniej części rejonu kamienieckiego.

## Położenie
Sielsowiet graniczy:
- od południa z sielsowietem Peliszcze
- od południowego zachodu z sielsowietem Widomla
- od zachodu z Kamieńcem
- od północnego zachodu z sielsowietami Nowickowicze i Kamieniuki
- od północnego wschodu z rejonem prużańskim
- od wschodu z rejonem kobryńskim
- od południowego wschodu z rejonem żabinieckim

## Skład[1]
Sielsowiet Rzeczyca obejmuje 30 miejscowości:
| Polska nazwa miejscowości | Nazwa białoruska                           | Nazwa rosyjska                             | Typ jednostki osadniczej |
| ------------------------- | ------------------------------------------ | ------------------------------------------ | ------------------------ |
| Antony                    | Антаны (Antany)                            | Антоны (Antony)                            | wieś                     |
| Bojary                    | Баяры (Bajary)                             | Бояры (Bojary)                             | wieś                     |
| Czabary                   | Чабахі (Czabachi)                          | Чабахи (Czabachi)                          | wieś                     |
| Czemery 1                 | Чамяры 1 (Czamiary 1)                      | Чемери 1 (Czemieri 1)                      | wieś                     |
| Czemery 2                 | Чамяры 2 (Czamiary 2)                      | Чемери 2 (Czemieri 2)                      | wieś                     |
| Dworce                    | Дварцы (Dwarcy)                            | Дворцы (Dworcy)                            | wieś                     |
| Dymniki                   | Дымнікі (Dymniki)                          | Дымники (Dymniki)                          | wieś                     |
| Goły Borek                | Голы Барок (Hoły Barok)                    | Голый Борок (Gołyj Borok)                  | wieś                     |
| Grudowiki                 | Грудавікі (Hrudawiki)                      | Грудовики (Grudowiki)                      | wieś                     |
| Hańce                     | Ганцы (Hancy)                              | Гонцы (Goncy)                              | wieś                     |
| Huryny                    | Гурыны (Huryny)                            | Гурины (Guriny)                            | wieś                     |
| Komarowszczyzna           | Камароўшчына (Kamarouszczyna)              | Комаровщина (Komarowszczina)               | wieś                     |
| Krywlany                  | Крыўляны (Kryulany)                        | Кривляны (Krywlany)                        | wieś                     |
| Kukolczyce                | Кукальчыцы (Kukalczycy)                    | Кукольчицы (Kukolczicy)                    | wieś                     |
| Laski                     | Лескі (Leski)                              | Лески (Leski)                              | wieś                     |
| Maczulskie                | Мачульскія (Maczulskija)                   | Мачульские (Maczulskije)                   | wieś                     |
| Martyniuki                | Мартынюкі (Martyniuki)                     | Мартынюки (Martyniuki)                     | wieś                     |
| Mielniki                  | Мельнікі (Mielniki)                        | Мельники (Mielniki)                        | wieś                     |
| Nowiki                    | Навікі (Nawiki)                            | Новики (Nowiki)                            | wieś                     |
| Nurowszczyzna             | Нароўшчына (Narouszczyna)                  | Норовщина (Norowszczina)                   | wieś                     |
| Osinki                    | Асінкі (Asinki)                            | Осинки (Osinki)                            | wieś                     |
| Peresiek                  | Перасек (Pierasiek)                        | Пересек (Pieriesiek)                       | wieś                     |
| Pruska Bogusławska        | Пруска Багуслаўская (Pruska Bahusłauskaja) | Пруска Богуславская (Pruska Bogusławskaja) | wieś                     |
| Pruska Wołhinowa          | Пруска Валгінова (Pruska Wałhinowa)        | Пруска Волгинова (Pruska Wołginowa)        | wieś                     |
| Rzeczyca                  | Рэчыца (Reczyca)                           | Речица (Rieczica)                          | wieś                     |
| Smolniki                  | Смольнікі (Smolniki)                       | Смольники (Smolniki)                       | wieś                     |
| Uhlany                    | Вугляны (Wuhlany)                          | Угляны (Uglany)                            | wieś                     |
| Wielki Las                | Вялікі Лес (Wialiki Les)                   | Великий Лес (Welikij Les)                  | wieś                     |
| Wola                      | Воля (Wola)                                | Воля (Wola)                                | wieś                     |
| Zdanki                    | Жданкі (Żdanki)                            | Жданки (Żdanki)                            | wieś                     |